# Maksim Buznikin
Maksim Jewgienjewicz Buznikin (ros. Максим Евгеньевич Бузникин, ur. 1 marca 1977 w Krasnodarze) – rosyjski piłkarz grający na pozycji prawego pomocnika. W swojej karierze rozegrał 8 meczów i strzelił 5 goli w reprezentacji Rosji.

## Kariera klubowa
Swoją karierę piłkarską Buznikin rozpoczął w klubie Kubań Krasnodar. W 1993 roku zadebiutował w jego barwach w Pierwszej Dywizji. W latach 1994–1995 grał z Kubaniem we Wtorej Dywizji. W 1996 roku odszedł z Kubania do Łady Togliatti, w której zaliczył swój debiut w Priemjer Lidze. W zespole Łady grał przez rok.
W 1997 roku Buznikin przeszedł do Spartaka Moskwa. W sezonie 1997 wywalczył z nim swój pierwszy w karierze tytuł mistrza kraju. W sezonie 1998 zdobył dublet - mistrzostwo oraz Puchar Rosji. Z kolei w sezonie 1999 po raz trzeci z rzędu został mistrzem Rosji. W 1999 roku został piłkarzem Saturna Ramienskoje. W 2000 roku wrócił do Spartaka, z którym wywalczył mistrzostwo kraju.
W 2001 roku Buznikin został piłkarzem innego klubu z Moskwy, Lokomotiwu Moskwa. W sezonie 2001 zdobył z nim Puchar Rosji, a w sezonach 2002 i 2004 został mistrzem Rosji. w drugiej połowie sezonu 2004 był wypożyczony do Rotoru Wołgograd.
W połowie 2005 roku Buznikin przeszedł do FK Rostów. W 2008 roku trafił do Szynnika Jarosław, z którym w sezonie 2008 spadł do Pierwszej Dywizji. W 2010 roku grał w Bałtice Kaliningrad. W 2011 roku występował w rezerwach Saturna Ramienskoje, a następnie w FK Niżny Nowogród. Karierę kończył w 2013 roku jako zawodnik rezerw Lokomotiwu Moskwa.
| Sezon   | Klub                 | Kraj  | Rozgrywki        | Mecze | Gole |
| ------- | -------------------- | ----- | ---------------- | ----- | ---- |
| 1993    | Kubań Krasnodar      | Rosja | Pierwyj diwizion | 14    | 1    |
| 1994    | Kubań Krasnodar      | Rosja | Wtoroj diwizion  | 21    | 2    |
| 1995    | Kubań Krasnodar      | Rosja | Wtoroj diwizion  | 6     | 2    |
| 1996    | Łada Togliatti       | Rosja | Priemjer-Liga    | 22    | 2    |
| 1997    | Spartak Moskwa       | Rosja | Priemjer-Liga    | 20    | 8    |
| 1998    | Spartak Moskwa       | Rosja | Priemjer-Liga    | 14    | 3    |
| 1999    | Spartak Moskwa       | Rosja | Priemjer-Liga    | 6     | 1    |
| 1999    | Spartak-2 Moskwa     | Rosja | Wtoroj diwizion  | 6     | 2    |
| 1999    | Saturn Ramienskoje   | Rosja | Priemjer-Liga    | 13    | 3    |
| 2000    | Saturn Ramienskoje   | Rosja | Priemjer-Liga    | 12    | 2    |
| 2000    | Spartak Moskwa       | Rosja | Priemjer-Liga    | 15    | 6    |
| 2001    | Lokomotiw Moskwa     | Rosja | Priemjer-Liga    | 25    | 5    |
| 2002    | Lokomotiw Moskwa     | Rosja | Priemjer-Liga    | 23    | 2    |
| 2003    | Lokomotiw Moskwa     | Rosja | Priemjer-Liga    | 16    | 5    |
| 2004    | Lokomotiw Moskwa     | Rosja | Priemjer-Liga    | 1     | 0    |
| 2004    | Rotor Wołgograd      | Rosja | Priemjer-Liga    | 12    | 0    |
| 2005    | Lokomotiw Moskwa     | Rosja | Priemjer-Liga    | 2     | 0    |
| 2005    | FK Rostów            | Rosja | Priemjer-Liga    | 13    | 7    |
| 2006    | FK Rostów            | Rosja | Priemjer-Liga    | 18    | 3    |
| 2007    | FK Rostów            | Rosja | Priemjer-Liga    | 21    | 1    |
| 2008    | Szynnik Jarosław     | Rosja | Priemjer-Liga    | 28    | 4    |
| 2009    | Szynnik Jarosław     | Rosja | Pierwyj diwizion | 29    | 2    |
| 2010    | Bałtika Kaliningrad  | Rosja | Pierwyj diwizion | 18    | 1    |
| 2011/12 | Saturn-2 Ramienskoje | Rosja | Wtoroj diwizion  | 19    | 3    |
| 2011/12 | FK Niżny Nowogród    | Rosja | Pierwyj diwizion | 10    | 0    |
| 2011/12 | Lokomotiw-2 Moskwa   | Rosja | Wtoroj diwizion  | 8     | 1    |
| 2012/13 | Lokomotiw-2 Moskwa   | Rosja | Wtoroj diwizion  | 13    | 0    |

## Kariera reprezentacyjna
W reprezentacji Rosji Buznikin zadebiutował 31 maja 2000 roku w zremisowanym 1:1 towarzyskim meczu ze Słowacją, rozegranym w Moskwie. W barwach kadry narodowej grał w eliminacji do MŚ 2002. Od 2000 do 2001 roku rozegrał w kadrze narodowej 8 meczów, w których strzelił 5 goli.